# Кунченко Олексій Петрович
Олексій Петрович Кунченко (* 23 грудня 1952 р., с. Смолянинове м.Сєвєродонецьк Луганської області, Україна;) — Народний депутат України, член Партії регіонів.

## Освіта
1976 р. — Рубіжанський філіал Ворошиловградського машинобудівного інституту, спеціальність — «інженер-механік».

## Трудова діяльність
1977 р. — працював майстром по ремонту на Сєверодонецькому виробничому об'єднанні «Азот».
1982 р. — обраний головою профспілкового комітету виробництва № 4 Сєверодонецького виробничого об'єднання «Азот».
1984 — 1988 рр. — секретар Ворошиловградського обкому профспілки робітників хімічної та нафтохімічної промисловості.
1988 — 1989 рр. — начальник цеху централізованого ремонту заводу товарів народного споживання Сєверодонецького виробничого об'єднання «Азот».
1989 — 1996 рр. — голова профспілкового комітету підприємства.
1996 — 1997 рр. — директор заводу товарів народного споживання.
1997 — 2000 рр. — директор з комерційних та загальних питань.
2000 — 2005 рр. — генеральний директор Сєверодонецького державного виробничого підприємства «Об'єднання Азот».
2005 — 2006 рр. — голова Наглядової ради ЗАТ «Сєвєродонецьке об'єднання Азот».

## Політична діяльність
Народний депутат України 5-го скликання 04.2006-11.2007 від СПУ, № 13 в списку. На час виборів: голова спостережної ради ЗАТ "Сіверодонецьке об'єднання «Азот», член СПУ. Член фракції СПУ (з 04.2006). Член Комітету з питань паливно-енергетичного комплексу, ядерної політики та ядерної безпеки (з 07.2006).
Був першим секретарем Луганського обкому Соціалістичної партії України (з 12.2006 по 2010).
Народний депутат України 6 скликання 03.2010-12.2012 від Партії регіонів, № 203 в списку. На час виборів: народний депутат України, член ПР. Член фракції Партії регіонів (з 03.2010). Заступник голови Комітету з питань паливно-енергетичного комплексу, ядерної політики та ядерної безпеки (04.-05.2010), перший заступник голови (з 05.2010).
На парламентських виборах 2012 р. був обраний народним депутатом України від Партії регіонів по одномандатному мажоритарному виборчому округу № 106. За результатами голосування здобув перемогу набравши 41,41% голосів виборців. Заступник голови фракції Партії регіонів, заступник голови Комітету з питань паливно-енергетичного комплексу, ядерної політики та ядерної безпеки.
16 січня 2014 року голосував за "диктаторські закони" - пакет антидемократичних законів, які суттєво обмежували права громадян і свободу слова.
17.04.12 В розпал історичного голосування Кримінально-процесуального кодексу еротична переписка   О. Кунченка з невідомою пасією потрапила до ЗМІ  О чем пишут депутаты в своих смс? [Архівовано 21 червня 2012 у Wayback Machine.](рос.) Також декілька разів помічений за кнопкодавством.
Після 2014 року місце перебування О.Кунченка невідоме.
25.01.2025 Сєвєродонецька МВА позбавила звання “Почесний громадянин міста Сєвєродонецька” О.Кунченка.

## Нагороди
- Орден «За заслуги» II ст. (23 серпня 2011) — за значний особистий внесок у становлення незалежності України, утвердження її суверенітету та міжнародного авторитету, заслуги у державотворчій, соціально-економічній, науково-технічній, культурно-освітній діяльності, сумлінне та бездоганне служіння Українському народові[9]
- Орден «За заслуги» II ст. (21 травня 2008) — за вагомий особистий внесок у розвиток вітчизняної хімічної промисловості, багаторічну сумлінну працю та з нагоди Дня хіміка[10]
- Орден «За заслуги» III ст. (24 травня 2002) — за вагомий особистий внесок у розвиток хімічної промисловості, прискорення економічних реформ[11]
- Відзнака Президента України — ювілейна медаль «20 років незалежності України» (19 серпня 2011)[12]

## Згадки у ЗМІ
ТОВ "ФЕЙСНЬЮЗ - Кунченко Алексей Петрович